# Le Mesnil-Eudes
Pour les articles homonymes, voir Mesnil.
Le Mesnil-Eudes est une commune française, située dans le département du Calvados en région Normandie, peuplée de 250 habitants.

## Géographie

### Description
La commune est au cœur du pays d'Auge. Son bourg est à 8 km au sud-ouest de Lisieux et à 13 km au nord de Livarot.

### Communes limitrophes
| Saint-Pierre-des-Ifs                         | Saint-Pierre-des-Ifs   | Saint-Martin-de-la-Lieue |
| Les Monceaux (par un angle), Le Mesnil-Simon | du Mesnil-Eudes        | Saint-Germain-de-Livet   |
| Lessard-et-le-Chêne                          | Saint-Germain-de-Livet | Saint-Germain-de-Livet   |

### Hydrographie
La commune est située dans le bassin Seine-Normandie. Elle est drainée par le ruisseau de la Fontaine Maurice, le ruisseau de la Fontaine Saudebreuil, le fossé 01 de la Croix Badouet, le fossé 02 de la commune du Mesnil-Eudes, le fossé 04 de la commune du Mesnil-Eudes, le fossé 01 de la Croix du Mesnil-Eudes, le fossé 02 de la Martinière, le fossé 01 du Mont au François et un autre petit cours d'eau,.

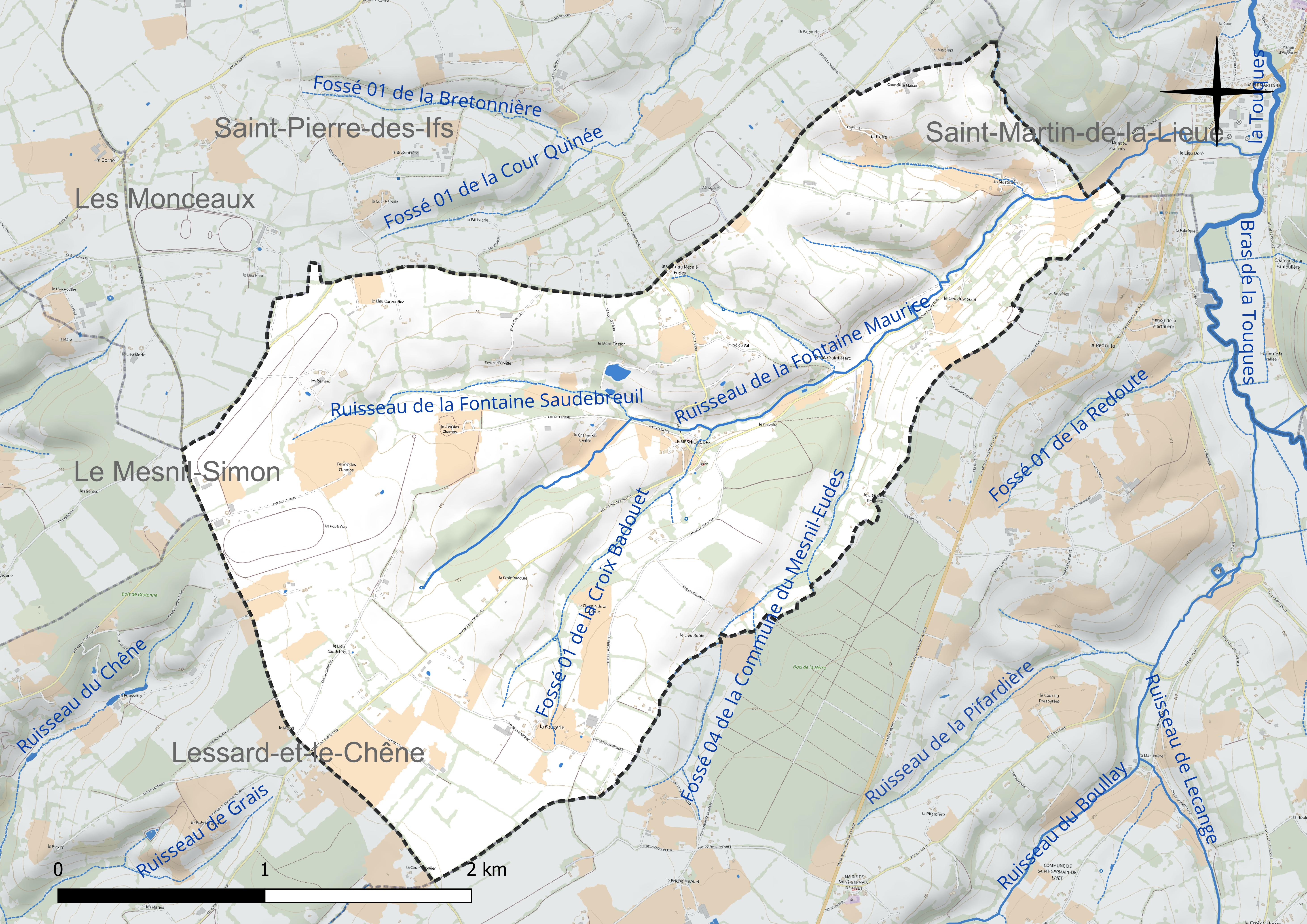
Réseau hydrographique du Mesnil-Eudes.

### Climat
Pour des articles plus généraux, voir Climat de la Normandie et Climat du Calvados.
En 2010, le climat de la commune est de type climat océanique altéré, selon une étude du CNRS s'appuyant sur une série de données couvrant la période 1971-2000. En 2020, Météo-France publie une typologie des climats de la France métropolitaine dans laquelle la commune est exposée à un climat océanique et est dans la région climatique Normandie (Cotentin, Orne), caractérisée par une pluviométrie relativement élevée (850 mm/a) et un été frais (15,5 °C) et venté. Parallèlement le GIEC normand, un groupe régional d'experts sur le climat, différencie quant à lui, dans une étude de 2020, trois grands types de climats pour la région Normandie, nuancés à une échelle plus fine par les facteurs géographiques locaux. La commune est, selon ce zonage, exposée à un « climat contrasté des collines », correspondant au Pays d'Auge, Lieuvin et Roumois, moins directement soumis aux flux océaniques et connaissant toutefois des précipitations assez marquées en raison des reliefs collinaires qui favorisent leur formation.
Pour la période 1971-2000, la température annuelle moyenne est de 10,4 °C, avec  une amplitude thermique annuelle de 13,1 °C. Le cumul annuel moyen de précipitations est de 813 mm, avec 12,8 jours de précipitations en janvier et 8,3 jours en juillet. Pour la période 1991-2020, la température moyenne annuelle observée sur la station météorologique la plus proche, située sur la commune de Lisieux à 7 km à vol d'oiseau, est de 11,7 °C et le cumul annuel moyen de précipitations est de 881,4 mm,. Pour l'avenir, les paramètres climatiques de la commune estimés pour 2050 selon différents scénarios d'émission de gaz à effet de serre sont consultables sur un site dédié publié par Météo-France en novembre 2022.

## Urbanisme

### Typologie
Au 1er janvier 2024, Le Mesnil-Eudes est catégorisée commune rurale à habitat très dispersé, selon la nouvelle grille communale de densité à 7 niveaux définie par l'Insee en 2022.
Elle est située hors unité urbaine. Par ailleurs la commune fait partie de l'aire d'attraction de Lisieux, dont elle est une commune de la couronne,. Cette aire, qui regroupe 57 communes, est catégorisée dans les aires de 50 000 à moins de 200 000 habitants,.

### Occupation des sols
L'occupation des sols de la commune, telle qu'elle ressort de la base de données européenne d'occupation biophysique des sols Corine Land Cover (CLC), est marquée par l'importance des territoires agricoles (88,5 % en 2018), en diminution par rapport à 1990 (93,4 %). La répartition détaillée en 2018 est la suivante : 
prairies (78,7 %), terres arables (9,8 %), forêts (6,6 %), espaces verts artificialisés, non agricoles (4,9 %). L'évolution de l'occupation des sols de la commune et de ses infrastructures peut être observée sur les différentes représentations cartographiques du territoire : la carte de Cassini (XVIIIe siècle), la carte d'état-major (1820-1866) et les cartes ou photos aériennes de l'IGN pour la période actuelle (1950 à aujourd'hui).

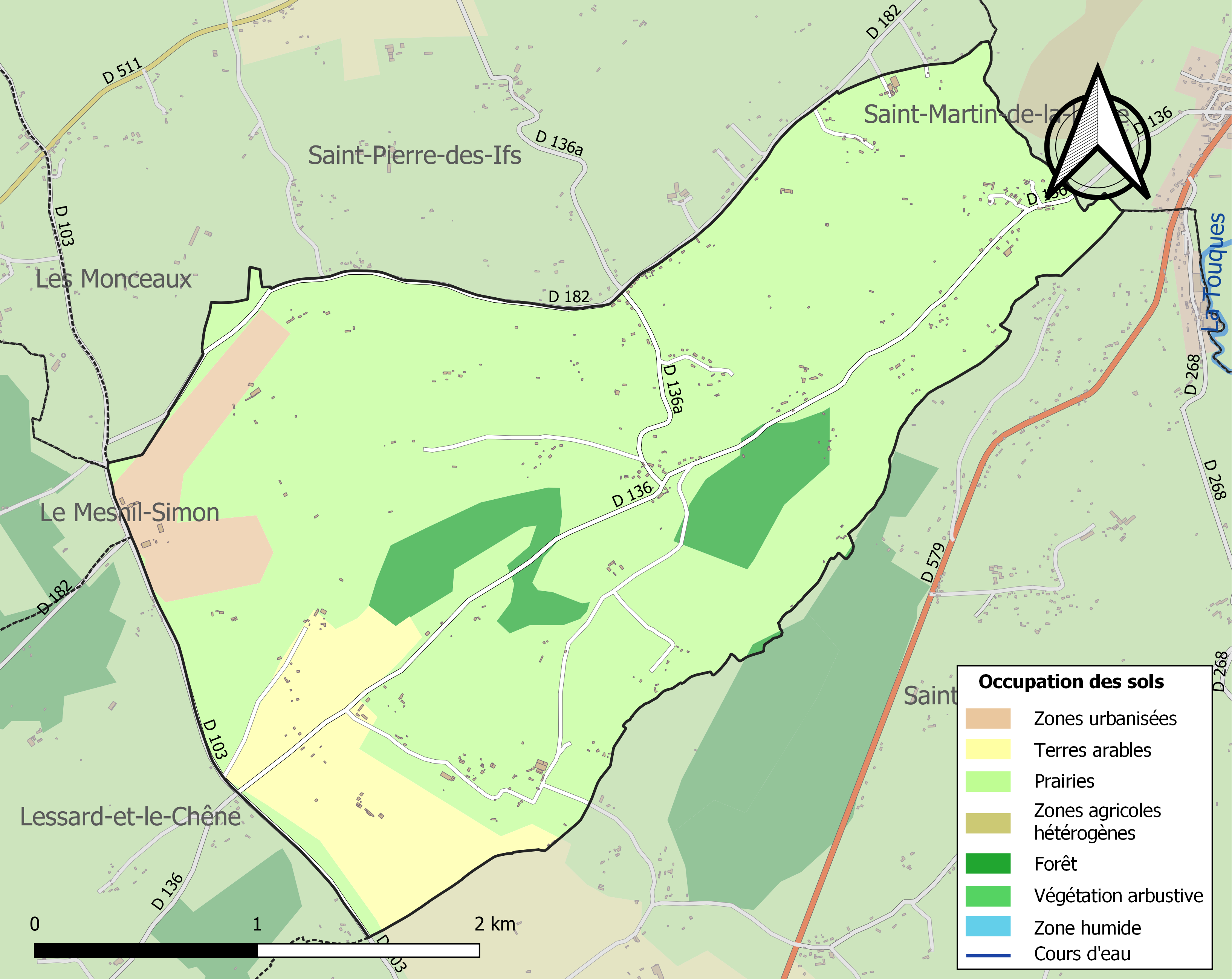
Carte des infrastructures et de l'occupation des sols de la commune en 2018 (CLC).

### Habitat et logement
En 2018, le nombre total de logements dans la commune était de 142, alors qu'il était de 141 en 2013 et de 138 en 2008.
Parmi ces logements, 80,7 % étaient des résidences principales, 9,6 % des résidences secondaires et 9,6 % des logements vacants. Ces logements étaient pour 98,6 % d'entre eux des maisons individuelles et pour 0,7 % des appartements.
Le tableau ci-dessous présente la typologie des logements au Le Mesnil-Eudes en 2018 en comparaison avec celle du Calvados et de la France entière. Une caractéristique marquante du parc de logements est ainsi une proportion de résidences secondaires et logements occasionnels (9,6 %) inférieure à celle du département (18 %) mais supérieure à celle de la France entière (9,7 %). Concernant le statut d'occupation de ces logements, 87 % des habitants de la commune sont propriétaires de leur logement (88,2 % en 2013), contre 57 % pour le Calvados et 57,5 pour la France entière.
| Typologie                                               | Le Mesnil-Eudes | Calvados | France entière |
| ------------------------------------------------------- | --------------- | -------- | -------------- |
| Résidences principales (en %)                           | 80,7            | 75,2     | 82,1           |
| Résidences secondaires et logements occasionnels (en %) | 9,6             | 18       | 9,7            |
| Logements vacants (en %)                                | 9,6             | 6,8      | 8,2            |

## Toponymie
Le nom de la localité est attesté sous la forme latinisée Mansus Odonis en 1086. Cependant, cette latinisation n'est pas correcte puisque Mesnil est issu de mansionile et non pas de mansus.
L'ancien français mesnil, « domaine rural », est à l'origine de nombreux toponymes, notamment en Normandie.
Les « Mesnil » sont souvent différenciés par un anthroponyme, généralement le seigneur du lieu. Eudes / Odon (cas régime) est un anthroponyme très répandu dans la Normandie ducale.
Le gentilé est Mesnil-Eudois.

## Politique et administration

### Rattachements administratifs et électoraux

#### Rattachements administratifs
La commune se trouve  dans l'arrondissement de Lisieux du département du Calvados.
Elle faisait partie de 1801 à 1993 du canton de Lisieux-2, année où elle est rattachée au canton de Lisieux-3. Dans le cadre du redécoupage cantonal de 2014 en France, cette circonscription administrative territoriale a disparu, et le canton n'est plus qu'une circonscription électorale.

#### Rattachements électoraux
Pour les élections départementales, la commune fait partie depuis 2014 du canton de Mézidon-Canon
Pour l'élection des députés, elle fait partie de la troisième circonscription du Calvados.

### Intercommunalité
Le Mesnil-Eudes  était membre de la communauté de communes Lisieux Pays d'Auge, un établissement public de coopération intercommunale (EPCI) à fiscalité propre créé fin 2002  et auquel la commune avait transféré un certain nombre de ses compétences, dans les conditions déterminées par le code général des collectivités territoriales.
Une première fusion avec la communauté de communes Moyaux Porte du Pays d'Auge intervient le 1er janvier 20123 crée la communauté de communes dénommée Lintercom Lisieux - Pays d'Auge - Normandie.
Dans le cadre des dispositions de la loi portant nouvelle organisation territoriale de la République du 7 août 2015, qui prévoit que les établissements publics de coopération intercommunale (EPCI) à fiscalité propre doivent avoir un minimum de 15 000 habitants, cette intercommunalité a fusionné avec ses voisines pour former, le 1er janvier 2017, la communauté d'agglomération Lisieux Normandie dont est désormais membre la commune.

### Administration municipale
Compte tenu de la population de la commune, son conseil municipal est composé de onze membres dont le maire et ses adjoints.

### Liste des maires
| Période                                  | Période                   | Identité           | Étiquette | Qualité                                 |
| ---------------------------------------- | ------------------------- | ------------------ | --------- | --------------------------------------- |
| Les données manquantes sont à compléter. |                           |                    |           |                                         |
| 1980                                     | mars 2014                 | Michel Descrettes, | SE        | Agriculteur                             |
| mars 2014                                | En cours (au 23 mai 2022) | Christian Decourty | SE        | Retraité Réélu pour le mandat 2020-2026 |

## Démographie
L'évolution du nombre d'habitants est connue à travers les recensements de la population effectués dans la commune depuis 1793. Pour les communes de moins de 10 000 habitants, une enquête de recensement portant sur toute la population est réalisée tous les cinq ans, les populations de référence des années intermédiaires étant quant à elles estimées par interpolation ou extrapolation. Pour la commune, le premier recensement exhaustif entrant dans le cadre du nouveau dispositif a été réalisé en 2004.
En 2022, la commune comptait 250 habitants, en évolution de −4,94 % par rapport à 2016 (Calvados : +1,58 %, France hors Mayotte : +2,11 %).
Le Mesnil-Eudes a compté jusqu'à 483 habitants en 1806.
| 1793 | 1800 | 1806 | 1821 | 1831 | 1836 | 1841 | 1846 | 1851 |
| ---- | ---- | ---- | ---- | ---- | ---- | ---- | ---- | ---- |
| 447  | 420  | 483  | 397  | 346  | 370  | 322  | 338  | 300  |

| 1856 | 1861 | 1866 | 1872 | 1876 | 1881 | 1886 | 1891 | 1896 |
| ---- | ---- | ---- | ---- | ---- | ---- | ---- | ---- | ---- |
| 283  | 294  | 253  | 257  | 267  | 255  | 275  | 275  | 244  |

| 1901 | 1906 | 1911 | 1921 | 1926 | 1931 | 1936 | 1946 | 1954 |
| ---- | ---- | ---- | ---- | ---- | ---- | ---- | ---- | ---- |
| 243  | 272  | 270  | 241  | 245  | 234  | 233  | 264  | 245  |

| 1962 | 1968 | 1975 | 1982 | 1990 | 1999 | 2004 | 2006 | 2009 |
| ---- | ---- | ---- | ---- | ---- | ---- | ---- | ---- | ---- |
| 236  | 226  | 228  | 245  | 288  | 286  | 320  | 331  | 304  |

| 2014 | 2019 | 2022 | - | - | - | - | - | - |
| ---- | ---- | ---- | - | - | - | - | - | - |
| 271  | 257  | 250  | - | - | - | - | - | - |

## Culture locale et patrimoine

### Lieux et monuments
- L'église Notre-Dame (XIe et XVIe siècles) a pour caractéristique d'avoir sur son clocher quatre petites lucarnes dans chacun de ses angles. L'intérieur de l'église a été entièrement restauré en 1932 par A. Durand, peintre décorateur à Caen.
- La croix de cimetière date de 1654 et est classée aux Monuments historiques[33].
- Manoir Saint-Marc (XVIe siècle).